# Chemical Markup Language
CML (Chemical Markup Language) is een XML-gebaseerde Markup-taal voor de chemie en wordt gebruikt om beschrijvingen van moleculen, formules en andere chemische specificaties uit te wisselen.

## Beschrijving
Chemical Markup Language is in 1995 ontwikkeld door Peter Murray-Rust en Henry Rzepa.  Het werd ontworpen als een communicatiemedium voor de chemie die gebaseerd is op open standaarden. CML streeft naar een uniform, uitbreidbaar systeem voor de presentatie, opslag en overdracht van chemische informatie. Met CML kunnen begrippen worden gemodelleerd waaronder moleculen, chemische reacties, chemische verbindingen, en spectra. CML is een belangrijk onderdeel geworden van verschillende toolkits en software.

## Software

### Jmol
Jmol is een open-source Java-viewer voor drie-dimensionale chemische structuren met functies voor chemicaliën, kristallen, materialen en biomoleculen. Jmol ondersteunt vele bestandstypen waaronder CML (Chemical Markup Language). 

### Jumbo
Java Universal Molecular Browser for Objects (Jumbo) was oorspronkelijk een browser om CML-bestanden te lezen. Tegenwoordig wordt Jumbo gebruikt als een CML-verwerker.

### Chem4Word
Dit project, gefinancierd door Microsoft research groep, biedt ondersteuning om gemakkelijk chemische specificaties te integreren en te bewerken (net zoals de reeds ingebouwde functie voor wiskundige vergelijkingen) in een Word 2007 document.

## Voorbeeld
```
<?xml version="1.0"?>
<document>
<cml title="carotine" id="cml_carotine_karne" xmlns="x-schema:cml_schema_ie_02.xml">
  <molecule title="carotine" id="mol_carotine_karne">
    <atomArray>
      <atom id="carotine_karne_a_1">
        <float builtin="x2" units="A">17.3280</float>
        <float builtin="y2" units="A">2.0032</float>
        <string builtin="elementType">C</string>
      </atom>
      ... veel atomen weggelaten, plaatsbesparing...
    </atomArray>
    <bondArray>
      <bond id="carotine_karne_b_1">
        <string builtin="atomRef">carotine_karne_a_1</string>
        <string builtin="atomRef">carotine_karne_a_2</string>
        <string builtin="order" convention="MDL">2</string>
      </bond>
      ... veel atomen weggelaten, plaatsbesparing ...
    </bondArray>
  </molecule>
</cml>
</document>
```